# Bzowo (Koejavië-Pommeren)
Bzowo is een plaats in het Poolse district  Świecki, woiwodschap Koejavië-Pommeren. De plaats maakt deel uit van de gemeente Warlubie en telt 480 inwoners.